# Neukirchen-Vluyn
Neukirchen-Vluyn [-flyːn] is een kleine, tweekernige stad in het noordwesten van Noordrijn-Westfalen, zuidelijk binnen het district Wesel. De stad is gelegen op de linkeroever van de Nederrijn circa 5 km ten westen van Moers en op 15 km ten noorden van Krefeld, en grenst aan deze beide gemeentes. Ze telt 27.532 inwoners (31 december 2020) op een oppervlakte van 43,48 km². 

## Deelgemeenten
De stad Neukirchen-Vluyn is verdeeld in  vier stadsdelen: Neukirchen, Niep, Vluynbusch en Vluyn. Hiertoe behoren verder de woongebieden Dong, Dicksche Heide, Luit, Hochkamer en Rayen.

## Geschiedenis
Neunkirchen en Vluyn behoorden tot het graafschap Meurs en kwamen in 1594 in handen van het huis van Nassau (Maurits van Nassau, de latere (1618) prins van Oranje). In 1702 kwam het als het hertogdom Moers in Pruisische handen.
De toenmalige gemeenten Vluynbusch en Rayen vormden de meest oostelijke punt van het Overkwartier van Gelder en behoorden dus tot de Zuidelijke Nederlanden. Tijdens de Spaanse Successieoorlog werden zij ook door Pruisen ingenomen (sinds 1713 erkend als Pruisisch Opper-Gelre).
Alpen · Dinslaken · Hamminkeln · Hünxe · Kamp-Lintfort · Moers · Neukirchen-Vluyn · Rheinberg · Schermbeck · Sonsbeck · Voerde · Wezel · Xanten